# Гомель (футбольный клуб)
«Го́мель» (бел. «Гомель») — белорусский футбольный клуб из одноимённого города, основанный в 1959 году. Чемпион Беларуси (2003), трехкратный обладатель Кубка Беларуси (2001/02, 2010/11, 2021/22), обладатель Суперкубка Беларуси (2012).

## Названия клуба
- «Локомотив» (1959—1963)
- «Спартак» (1964—1968)
- «Гомсельмаш» (1969—1975)
- «Машиностроитель» (1976—1977)
- «Гомсельмаш» (1978—1995)
- «Гомель» (с 1995)

## История
В 1923 году сборная Гомеля приняла участие во втором чемпионате РСФСР, который принимала Москва. Гомельчане тогда дошли до 1/8 финала.
В 1927 году после перехода города Гомеля из РСФСР в БССР сборная города стала победителем первого чемпионата БССР. Год спустя они повторили успех.
В 1938 году гомельский «Спартак» впервые принимал участие в Кубке СССР по футболу, а уже в 1946 году «Локомотив» впервые принял участие в первенстве СССР.
Команды Гомеля постоянно участвовали в первенстве СССР с 1959 года, выступая под разными названиями: «Локомотив» (1959—1963), «Спартак» (1964—1968), «Гомсельмаш» (1969—1975 и 1978—1991), «Машиностроитель» (1976—1977). Домашние игры проходили на стадионе «Локомотив», а затем на «Центральном». Лучшие результаты в розыгрышах Кубка СССР: выход в 1/16 финала в 1962 и 1963 годах
В 1964 году «Локомотив» сменил название на «Спартак».
В 1967 году «Спартак» (тренер — Владимир Еремеев) занял 7-е место в 1-й подгруппе 2 группы класса «А». Федерация футбола СССР присвоила звание «Мастер спорта СССР» гомельским футболистам Анатолию Ковалёву, Николаю Супрунюку, Анатолию Жукову, Евгению Уткину и Вячеславу Ворону. В 1968 году звание «Мастер спорта СССР» было присвоено игрокам «Спартака» Льву Гаврилову и Борису Насенникову.
В 1969 году «Спартак» сменил название на «Гомсельмаш». Команда заняла 2-е место в 1-й зоне РСФСР класса «Б» и вернулась в класс «А». «Гомсельмаш» под руководством Леонарда Адамова занял 6-е место во 2-й зоне 2-й лиги класса «А». В команде играли такие игроки, как Анатолий Глухотко, Иван Савостиков, Вениамин Арзамасцев, дебютировали Александр Пряжников и Александр Чиримисин. В команде дебютировал Георгий Ярцев, в будущем звезда московского «Спартака», игрок сборной СССР.
«Гомсельмаш» сменил название на «Машиностроитель». В команде дебютировал Александр Головня, в будущем мастер спорта международного класса СССР.
Команда вернулась к прежнему названию «Гомсельмаш», который (тренер — Александр Чиримисин) занял 6-е место в 8-й зоне 2-й лиги класса «А». В команде дебютировал Леонид Кучук.
В команде дебютировал Сергей Горлукович, первые игры за команду проводит Игорь Фролов.
В 1984 году команда (тренер — Николай Киселёв) заняла 5-е место в 5-й зоне 2-й лиги класса «А».
В 1990 году «Гомсельмаш» (тренер — Александр Пряжников) заняла 7-е место в 5-й зоне 2-й лиги класса «А».
В 1992 году «Гомсельмаш» принял старт в чемпионате Беларуси. Первый тренер — Владимир Астратенко. 18 апреля первая игра: «Ведрич» (Речица) — «Гомсельмаш» — 1:1. 6 мая первая победа: «Гомсельмаш» — «Строитель» (Старые Дороги) — 1:0.
В 1994 году первым игроком гомельского клуба, примерившим майку национальной сборной Беларуси, стал Андрей Юсипец.
В 1995 году выбывший во второю лигу «Гомсельмаш» поменял название на ФК «Гомель».
В 1997 году ФК «Гомель» (тренер — Юрий Грузнов) занял 1-е место во второй лиге (ныне — первой) и вышел в первую.
В 1999 году ФК «Гомель» (тренер — Вячеслав Акшаев) завоевал бронзовые медали чемпионата. 20 июня. Первая игра в еврокубках (Кубок Интертото) — СК «Градец-Кралове» — «Гомель» — 1:0.
26 мая 2002. ФК «Гомель» (тренер — Сергей Подпалый) — обладатель Кубка Беларуси. В финале в Витебске обыгран БАТЭ — 2:0.
В 2003 году под руководством Подпалого ФК «Гомель» стал чемпионом Беларуси. В 30 играх — 23 победы и два поражения. Геннадий Близнюк — лучший бомбардир чемпионата — 18 голов.
В 2004 году ФК «Гомель» (тренер — Подпалый) — финалист Кубка Беларуси. Команда стала четвертьфиналистом Кубка чемпионов Содружества.⁠
В 2007 «Гомель» (тренер — Анатолий Юревич) — серебряный призёр чемпионата. Роман Василюк — лучший бомбардир чемпионата — 24 гола.
В 2009 команда вылетела из высшей лиги. Майкон Калижури — лучший бомбардир чемпионата — 15 голов.
В 2010 году, в год 100-летия гомельского футбола под руководством Олега Кубарева «Гомель» вернулся в высшую лигу.
В 2011 году клуб (тренер — Олег Кубарев) во второй раз выиграл Кубок Беларуси. В финале в Минске 29 мая обыгран гродненский «Неман» — 2:0. В чемпионате «Гомель» стал бронзовым призёром.
В 2012 стал обладателем Суперкубка Беларуси. Со счётом 2:0 был обыгран чемпион страны — борисовский БАТЭ. В рамках Кубка УЕФА принимал на «Центральном» ФК «Ливерпуль» (0:1).
В 2015 «Гомель» покинул высшую лигу. В 2016 году команда под руководством Владимира Журавля заняла первое место в первой лиге и вернулась в высшую.
В 2019 «Гомель» вновь вылетел из высшей лиги.
В 2020 под руководством Ивана Биончика команда вернулась в высшую лигу, где сходу заняла 4-е место и вышла в 1/4 Кубка. По окончании сезона 2021 Биончик покинул клуб.
В 2022 году команду возглавил Владимир Невинский. В третий раз в своей истории клуб выиграл Кубок Беларуси. В 2023 Невинский покинул Гомель, на его место был назначен Андрей Горовцов.

## Основной состав
| 1  | Флаг Беларуси | Вр  | Александр Нечаев   | 1994 |  |  |  |  |  |
| 44 | Флаг Беларуси | Вр  | Станислав Клещук   | 2000 |  |  |  |  |  |
| 88 | Флаг Беларуси | Вр  | Александр Рыжченко | 2005 |  |  |  |  |  |
|    |               |     |                    |      |  |  |  |  |  |
| 3  | Флаг Беларуси | Защ | Сергей Матвейчик   | 1988 |  |  |  |  |  |
| 15 | Флаг Беларуси | Защ | Андрей Шемрук      | 1994 |  |  |  |  |  |
| 16 | Флаг Беларуси | Защ | Игорь Заяц         | 1999 |  |  |  |  |  |
| 22 | Флаг Беларуси | Защ | Кирилл Шевченко    | 2002 |  |  |  |  |  |
| 30 | Флаг Беларуси | Защ | Егор Трояков       | 1995 |  |  |  |  |  |
| 33 | Флаг Украины  | Защ | Евгений Чаговец    | 1998 |  |  |  |  |  |
| 56 | Флаг России   | Защ | Сергей Лоскутов    | 2003 |  |  |  |  |  |
| 68 | Флаг Беларуси | Защ | Михаил Александров | 2005 |  |  |  |  |  |
| 90 | Флаг Беларуси | Защ | Георгий Кукушкин   | 2005 |  |  |  |  |  |
|    |               |     |                    |      |  |  |  |  |  |
| 2  | Флаг Беларуси | ПЗ  | Вадим Мартинкевич  | 2004 |  |  |  |  |  |

| 8  | Флаг Беларуси | ПЗ  | Евгений Барсуков    | 1990 |  |  |  |  |  |
| 13 | Флаг Беларуси | ПЗ  | Илья Алексиевич     | 1991 |  |  |  |  |  |
| 14 | Флаг Нигерии  | ПЗ  | Раймонд Адеола      | 2001 |  |  |  |  |  |
| 19 | Флаг Беларуси | ПЗ  | Даниил Силинский    | 2000 |  |  |  |  |  |
| 20 | Флаг Нигерии  | ПЗ  | Лукуман Алиу        | 2003 |  |  |  |  |  |
| 21 | Флаг Беларуси | ПЗ  | Алексей Антилевский | 2002 |  |  |  |  |  |
| 23 | Флаг Беларуси | ПЗ  | Андрей Потапенко    | 2000 |  |  |  |  |  |
| 27 | Флаг Беларуси | ПЗ  | Максим Дроздов      | 2005 |  |  |  |  |  |
| 51 | Флаг Беларуси | ПЗ  | Антон Семёнов       | 2005 |  |  |  |  |  |
| 77 | Флаг Беларуси | ПЗ  | Александр Савицкий  | 2004 |  |  |  |  |  |
|    |               |     |                     |      |  |  |  |  |  |
| 9  | Флаг Беларуси | Нап | Тимофей Симаненка   | 2006 |  |  |  |  |  |
| 63 | Флаг Нигера   | Нап | Абу Суфиан          | 2006 |  |  |  |  |  |
| 70 | Флаг России   | Нап | Кирилл Чебураков    | 2006 |  |  |  |  |  |

## Стадион
Игры клуб проводит на стадионе «Центральный» в Гомеле. Он был построен в 1920-е годы для футбольной команды «Железнодорожник». Постройку курировало спортивное общество «Динамо». У стадиона было много названий: «Школьный», «Спартак», «имени Кирова», «Гомсельмаш». В 2003—2006 гг. была проведена реконструкция.
Стадион имеет четыре крытые трибуны общей вместимостью 14307 мест и отвечает требованиям УЕФА, что позволяет проводить на нём матчи Лиги Чемпионов и официальные игры сборной. На стадионе «Центральный» установлен подогрев, электронное информационное и видео табло размерами 10×6 метров, мачты искусственного освещения. Размер поля — 105×68 м.

## Достижения
Чемпионат Беларуси
- Чемпион: 2003
- Вице-чемпион: 2007
- Бронзовый призёр (2): 1999, 2011

Кубок Беларуси
- Обладатель (3): 2001/02, 2010/11, 2021/22
- Финалист: 2003/04

Суперкубок Беларуси
- Обладатель: 2012

Первая лига
- Победитель (3): 1997, 2010, 2016

## Статистика выступлений

### В чемпионатах Беларуси
| Сезон   | Дивизион    | Место |
| ------- | ----------- | ----- |
| 1992    | Чемпионат   | 16    |
| 1992-93 | Чемпионат   | 10    |
| 1993-94 | Чемпионат   | 15    |
| 1994-95 | Чемпионат   | 15    |
| 1995    | Первая лига | 9     |
| 1996    | Первая лига | 4     |
| 1997    | Первая лига | 1     |
| 1998    | Чемпионат   | 5     |
| 1999    | Чемпионат   | 3     |
| 2000    | Чемпионат   | 6     |
| 2001    | Чемпионат   | 6     |
| 2002    | Чемпионат   | 6     |
| 2003    | Чемпионат   | 1     |
| 2004    | Чемпионат   | 5     |
| 2005    | Чемпионат   | 7     |
| 2006    | Чемпионат   | 5     |
| 2007    | Чемпионат   | 2     |
| 2008    | Чемпионат   | 11    |
| 2009    | Чемпионат   | 12    |
| 2010    | Первая лига | 1     |
| 2011    | Чемпионат   | 3     |
| 2012    | Чемпионат   | 4     |
| 2013    | Чемпионат   | 6     |
| 2014    | Чемпионат   | 6     |
| 2015    | Высшая лига | 14    |
| 2016    | Первая лига | 1     |
| 2017    | Высшая лига | 10    |
| 2018    | Высшая лига | 12    |
| 2019    | Высшая лига | 15    |
| 2020    | Первая лига | 2     |
| 2021    | Высшая лига | 4     |
| 2022    | Высшая лига | 7     |
| 2023    | Высшая лига | 6     |

### Баланс игр в первенстве СССР (1959—1991)
- +370=324-498, разность мячей 1136—1407

### Лучшие бомбардиры команды в первенстве СССР
- 1959 Игорь Штейнбук — 4.
- 1960 Владимир Астахов — 10.
- 1961 Борис Бахмутов — 12.
- 1962 Борис Бахмутов — 20.
- 1963 Михаил Ховрин — 5.
- 1964 Михаил Ховрин — 6.
- 1965 Виктор Сафронов — 12.
- 1966 Валерий Васильев — 4.
- 1967 Валерий Васильев, Борис Васильев, Анатолий Жуков, Валерий Чуешков — 3.
- 1968 Валерий Чуешков, Казимир Шиманский — 4.
- 1969 Валерий Чуешков — 10.
- 1970 Владимир Лукьяненко — 5.
- 1971 Николай Литвинов — 13.
- 1972 Александр Чиримисин — 9.
- 1973 Георгий Ярцев — 11.
- 1974 Александр Чиримисин — 19.
- 1975 Александр Чиримисин — 8.
- 1976 Александр Чиримисин — 16.
- 1977 Николай Лукьянчиков, Виктор Шаповалов — 6.
- 1978 Александр Маршин — 12.
- 1979 Александр Маршин — 7.
- 1980 Сергей Агранович — 10.
- 1981 Сергей Агранович — 16.
- 1982 Сергей Агранович — 7.
- 1983 Сергей Агранович — 16.
- 1984 Сергей Горлукович — 16.
- 1985 Сергей Агранович, Геннадий Шинкарев — 6.
- 1986 Сергей Куликов — 9.
- 1987 Игорь Фролов — 10.
- 1988 Игорь Фролов — 14.
- 1989 Игорь Фролов — 15.
- 1990 Геннадий Шинкарев — 16.
- 1991 Андрей Юсипец — 13.

### Рекорды чемпионатов Беларуси
- Установлены ФК «Гомель» в сезоне 2003 года:
- 12 пропущенных мячей за сезон (рекорд страны для двухкруговых чемпионатов).
- 21 игра в одном сезоне на «ноль».
- 11 игр подряд с начала чемпионата на «ноль» (рекорд страны для двухкруговых чемпионатов).
- 25 побед подряд в чемпионатах первой лиги (1997, 2010).
- 27 побед (90 %) в чемпионатах первой лиги (2010).

### Рекорды игроков
- Наибольшее количество матчей в чемпионатах Беларуси (высшая и первая лиги) — Виктор Борель (214).
- Наибольшее количество матчей в чемпионатах высшей лиги (Д1) — Геннадий Близнюк (210).
- Лучший бомбардир в чемпионатах Беларуси (высшая и первая лиги) — Виктор Борель (71).
- Лучший бомбардир в чемпионатах высшей лиги (Д1) — Геннадий Близнюк (66).
- Лучший бомбардир за один сезон первой лиги (Д2) — Дмитрий Платонов (25, 2010 год).
- Лучший бомбардир за один сезон высшей лиги (Д1) — Роман Василюк (24, 2007 год).
- Самый полезный в чемпионатах Беларуси (высшая и первая лиги) по системе «гол+пас» — Геннадий Близнюк (99, 66+33).
- Самый полезный в чемпионатах высшей лиги (Д1) по системе «гол+пас» — Геннадий Близнюк (99, 66+33).
- Самый полезный в одном чемпионате Беларуси первой лиги (Д2) по системе «гол+пас» — Андрей Юсипец (32, 18+14, 1997 год).
- Самый полезный в одном чемпионате высшей лиги (Д1) по системе «гол+пас» — Роман Василюк (36, 24+12, 2007 год).

### Выступления в еврокубках
| Сезон   | Соревнование          | Раунд       | Клуб            | Дома | В гостях | Итог          |
| ------- | --------------------- | ----------- | --------------- | ---- | -------- | ------------- |
| 1999    | Кубок Интертото       | 1 раунд     | Градец-Кралове  | 1:0  | 0:1      | 1:1(3:1 п.п.) |
| 1999    | Кубок Интертото       | 2 раунд     | Хаммарбю        | 2:2  | 0:4      | 2:6           |
| 2000/01 | Кубок УЕФА            | Квал. раунд | АИК             | 0:2  | 0:1      | 0:3           |
| 2002/03 | Кубок УЕФА            | Квал. раунд | ХИК             | 1:0  | 4:0      | 5:0           |
| 2002/03 | Кубок УЕФА            | 1 раунд     | Шальке 04       | 1:4  | 0:4      | 1:8           |
| 2004/05 | Лига Чемпионов УЕФА   | 1 кв. раунд | Тирана          | 0:2  | 1:0      | 1:2           |
| 2008/09 | Кубок УЕФА            | 1 кв. раунд | Легия           | 1:4  | 0:0      | 1:4           |
| 2011/12 | Лига Европы УЕФА      | 3 кв. раунд | Бурсаспор       | 1:3  | 1:2      | 2:5           |
| 2012/13 | Лига Европы УЕФА      | 1 кв. раунд | Викингур (Гота) | 4:0  | 6:0      | 10:0          |
| 2012/13 | Лига Европы УЕФА      | 2 кв. раунд | Ренова          | 0:1  | 2:0      | 2:1           |
| 2012/13 | Лига Европы УЕФА      | 3 кв. раунд | Ливерпуль       | 0:1  | 0:3      | 0:4           |
| 2022/23 | Лига конференций УЕФА | 1 кв. раунд | Арис            | 1:2  | 1:5      | 2:7           |

### Статистика клуба в турнирах УЕФА
- Больше всего матчей: 11 Максим Разумов
- Лучшие бомбардиры: 3 Геннадий Близнюк, Вадим Демидович

## Тренерский штаб

### Основной состав
- Главный тренер — Андрей Горовцов
- Тренер по физической подготовке — Сергей Лашкевич
- Тренер вратарей — Владимир Рыжченко
- Тренер по научно-методической работе — Сергей Никитенко

### Дублирующий состав
- Главный тренер — Андрей Юсипец
- Тренер — Сергей Хижняк

### Юношеские команды
- Тренер команды 2004 г. р. — Деменковец Эдуард Иванович
- Тренер команды 2005 г. р. — Прохоренко Константин Петрович
- Тренер команды 2006 г. р. — Чахов Константин Викторович
- Тренер команды 2007 г. р. — Белкин Игорь Давыдович
- Тренер команды 2008 г. р. — Кречин Павел Михайлович
- Тренер команды 2009 г. р. — Борсук Леонид Иванович
- Тренер команды 2011 г. р. — Морозов Андрей Петрович

## Тренеры
Все тренеры гомельских команд в чемпионатах СССР и Беларуси:
- Павел Баранов (1959)
- Глеб Рябиков (1960—1961)
- Вадим Радзишевский (1962 — июль 1963)
- Сергей Коршунов (с июля 1963)
- Василий Ермилов (1964—1965)
- Александр Загрецкий (1966)
- Владимир Еремеев (1967—1968)
- Виктор Короткевич (1969—1970, 1975 — июль 1977, 1985 — июль 1987, 1993—1994)
- Леонард Адамов (1971—1972)
- Леонид Ероховец (по июль 1973)
- Евгений Глембоцкий (июль 1973—1974)
- Александр Черемисин (июль 1977—1980)
- Казимир Шиманский (1981—1983, 1991)
- Николай Киселёв (1984)
- Валерий Яночкин (июль 1987—1988, 1998 — середина мая 1999, середина мая 2001 — сентябрь 2001, май 2014)
- Юрий Головей (по июль 1988)
- Александр Пряжников (с июля 1988—1990)
- Владимир Астратенко (1992—1993)
- Николай Горюнов (1994—1996; май 2004; сентябрь 2005 (и. о.) — июль 2006)
- Юрий Грузнов (1997)
- Вячеслав Акшаев (середина мая 1999 — середина августа 2000)
- Александр Кузнецов (середина августа 2000 — середина мая 2001, июль 2004 — сентябрь 2005)
- Сергей Подпалый (сентябрь 2001 — июнь 2004)
- Виктор Папаев (июль 2006 — ноябрь 2006)
- Анатолий Юревич (январь 2007 — август 2008)
- Леонид Борсук (август-сентябрь 2008; август-ноябрь 2009)
- Виктор Борель (ноябрь 2009; ноябрь 2015, и. о.)
- Андрей Юсипец (сентябрь 2008 — август 2009)
- Олег Кубарев (декабрь 2009 — декабрь 2012)
- Алексей Меркулов (декабрь 2012 — май 2014, май 2018 — сентябрь 2019)
- Владимир Гольмак (май 2014 — ноябрь 2015)
- Владимир Журавель (декабрь 2015 — декабрь 2016)
- Александр Кульчий (2019, с сентября, и. о.)
- Иван Биончик (2020—2021)
- Владимир Невинский (2022—2023)
- Андрей Горовцов (2023—н. в.)

## «Гомель-2»
Команда «Гомель-2» принимала участие во Второй лиге в 1998—2003 и 2010 годах (в 1998 году занял 2-е место в группе Б), в Кубке Беларуси играла в сезонах 2003/04—2005/06.